# 週刊レディオSEED
『週刊レディオSEED』（しゅうかんレディオシード）は、1314 V-STATION（ラジオ大阪）の製作により、声優の豊口めぐみと、2週間交代のウィークリーパーソナリティが務めたラジオ番組。2004年には『機動戦士ガンダムSEED DESTINY』の放送に合わせ、『週刊レディオSEED DESTINY』が製作、放送された。

## 番組概要
2003年1月5日から2003年9月28日まで毎週日曜日にラジオ大阪 23:30～24:00にて放送。
新潟放送 22:00～22:30、ラジオ福島 24:00～24:30、文化放送 25:00～25:30（4月より月曜日21:30～22:00に枠移動）にて、同日ネット放送。
東海ラジオは、6日遅れで 22:00～23:00にて放送。ラジオ局によっては、野球放送の延長により度々放送中止となった。

## ウィークリーパーソナリティ
- 1月5日、12日：保志総一朗
- 1月19日、26日：石田彰
- 2月2日、9日：関智一
- 2月16日、23日：桑島法子
- 3月2日、9日：子安武人
- 3月16日、23日：田中理恵
- 3月30日：西川貴教
- 4月6日、13日：保志総一朗
- 4月20日、27日：石田彰
- 5月4日、11日：進藤尚美
- 5月18日、25日：関俊彦
- 6月1日、8日：笹沼晃
- 6月15日、22日：保志総一朗、石田彰

（6月15日のラジオ大阪は、「Vステ 夏の陣'03」の為、休止。その代わり、6月22日に60分の特別番組「種まきカーニバル」が放送された。）
- 6月29日、7月6日：白鳥哲
- 7月13日、20日：子安武人
- 7月27日、8月3日：三石琴乃
- 8月10日、17日：進藤尚美、田中理恵
- 8月24日、31日：桑島法子
- 9月7日、14日：石田彰
- 9月21日、28日：保志総一朗

| ラジオ大阪 日曜23時台後半                       | ラジオ大阪 日曜23時台後半               | ラジオ大阪 日曜23時台後半                                    |
| 前番組                                          | 番組名                                  | 次番組                                                       |
| ----------------------------------------------- | --------------------------------------- | ------------------------------------------------------------ |
| ちよれんちゃんねる♪                             | 週刊レディオSEED （2003年1月 - 9月）    | オー!NARUTOニッポン 23:30-23:50ハガレン放送局 23:50-24:00    |
| 文化放送 日曜25:00枠                            |                                         |                                                              |
| ちよれんちゃんねる♪ （2002年7月7日 - 12月29日） | 週刊レディオSEED （2003年1月5日 - 3月） | スタチャ情報発信番組 ホレぼれ。（第2期） （2003年4月 - 9月） |
| 文化放送 月曜21:30枠                            |                                         |                                                              |
| HUNTER×HUNTER R                                 | 週刊レディオSEED （2003年4月 - 9月）    | オー!NARUTOニッポン 21:30-21:50ハガレン放送局 21:50-22:00    |